# 3585 Ґосіракава
3585 Ґосіракава (3585 Goshirakawa) — астероїд головного поясу, відкритий 28 січня 1987 року.
Тіссеранів параметр щодо Юпітера — 3,202.